# Шарко Антон Анатолійович
Анто́н Анато́лійович Шарко́ (17 лютого 1987, Дніпропетровськ, УРСР) — український футболіст, нападник.

## Біографія
Антон Шарко народився 17 лютого 1987 року у Дніпропетровську. У ДЮФЛУ зіграв 72 матчі за дніпропетровські команди «АТБ Олімп», «ІСТА», «ДЮСШ-2». Першими тренерами футболіста були Геннадій Григорович Щур та Олег Володимирович Ємець. У чемпіонаті України захищав кольори команд «Інтер» (Боярка) (9 матчів), «Гірник-спорт» (Комсомольськ) (40 матчів — 12 м'ячів), «Титан» (Армянськ) (23 — 1), «Шахтар» (Свердловськ) (51 — 15), «Авангард» (Краматорськ) (26 — 1). У 2014 та 2015 роках Антон виступав за аматорські колективи «ВПК-Агро» та «Колос» (Зачепилівка). На початку грудня 2015 року підписав угоду з «Інгульцем». У вирішальному матчі за бронзові нагороди та вихід до Першої ліги проти «Скали» (Стрий) футболіст вийшов в основному складі команди та відіграв близько 70 хвилин. Завдяки його активним діям, спочатку вдалося заробити небезпечний штрафний поблизу воріт суперника, який вдало реалізував Артем Прошенко, а потім і заробив пенальті, яке сам і реалізував.

## Досягнення
- Друга ліга чемпіонату України
  -  Бронзовий призер (1): 2015/16

## Спортивні вподобання
Серед футболістів найбільше імпонує — Ліонель Мессі. Улюблена команда — «Барселона».